# Wytomyśl
Wytomyśl (niem. Witomischel) – wieś w Polsce położona w województwie wielkopolskim, w powiecie nowotomyskim, w gminie Nowy Tomyśl. Nazwa wsi pochodzi od staropolskiego imienia męskiego Witomysł.

## Historia
Pierwsze wzmianki o wsi Wytomyśl pochodzą z 1250 r. Była to wówczas jedna z ważniejszych miejscowości w okolicy.
Wieś  szlachecka Witomisł położona była w 1580 roku w powiecie poznańskim województwa poznańskiego.
W centrum wsi znajduje się kościół św. Michała Archanioła zbudowany w końcu XVIII wieku. Przy kościele stoi dzwonnica z około 1800 r. W skład mieszczącego się we wsi zespołu dworskiego wchodzi dwór z początku XIX wieku oraz park o powierzchni ponad 2 ha. W ich okolicy leży folwark z XIX wieku oraz czworaki z tego samego okresu.
W okresie Wielkiego Księstwa Poznańskiego (1815-1848) miejscowość wzmiankowana jako Wytomyśl należała do wsi większych w ówczesnym powiecie bukowskim, który dzielił się na cztery okręgi (bukowski, grodziski, nowotomyski oraz lwówecki). Wytomyśl należał do okręgu nowotomyskiego i stanowił część rozległego majątku Tomyśl stary, którego właścicielem był wówczas Hangsdorf. W skład majątku Tomyśl stary wchodziło łącznie 13 wsi. Według spisu urzędowego z 1837 roku Wytomyśl liczył 333 mieszkańców i 43 dymy (domostwa).
W latach 1975–1998 miejscowość administracyjnie należała do województwa poznańskiego.
W pobliżu miejscowości znajduje się Miejsce Obsługi Podróżnych (MOP Wytomyśl) dla osób podróżujących autostradą A2 w kierunku Świecka.
We wsi funkcjonuje klub piłkarski Zenit Wytomyśl, uczestniczący w rozgrywkach A-klasy oraz Pucharze Wielkopolski.